# 前74年
| 千纪： | 前1千纪 |
| 世纪： | 前2世纪 \| 前1世纪 \| 1世纪                                                                                |
| 年代： | 前100年代 \| 前90年代 \| 前80年代 \| 前70年代 \| 前60年代 \| 前50年代 \| 前40年代                          |
| 年份： | 前79年 \| 前78年 \| 前77年 \| 前76年 \| 前75年 \| 前74年 \| 前73年 \| 前72年 \| 前71年 \| 前70年 \| 前69年 |
| 纪年： | 西汉元平元年                                                                                               |

## 大事记
- 罗马共和国
  - 昔兰尼成为罗马的一个省。
- 中國
  - 漢昭帝駕崩，沒有兒子。霍光迎立漢武帝孫昌邑王劉賀即位，但二十七日之後就以淫亂無道的理由報請上官太后廢除了他。霍光同群臣商議後決定從民間迎接武帝曾孫劉病已（後改名劉詢）。。

## 逝世
- 汉昭帝